# Sudbury-Schulen

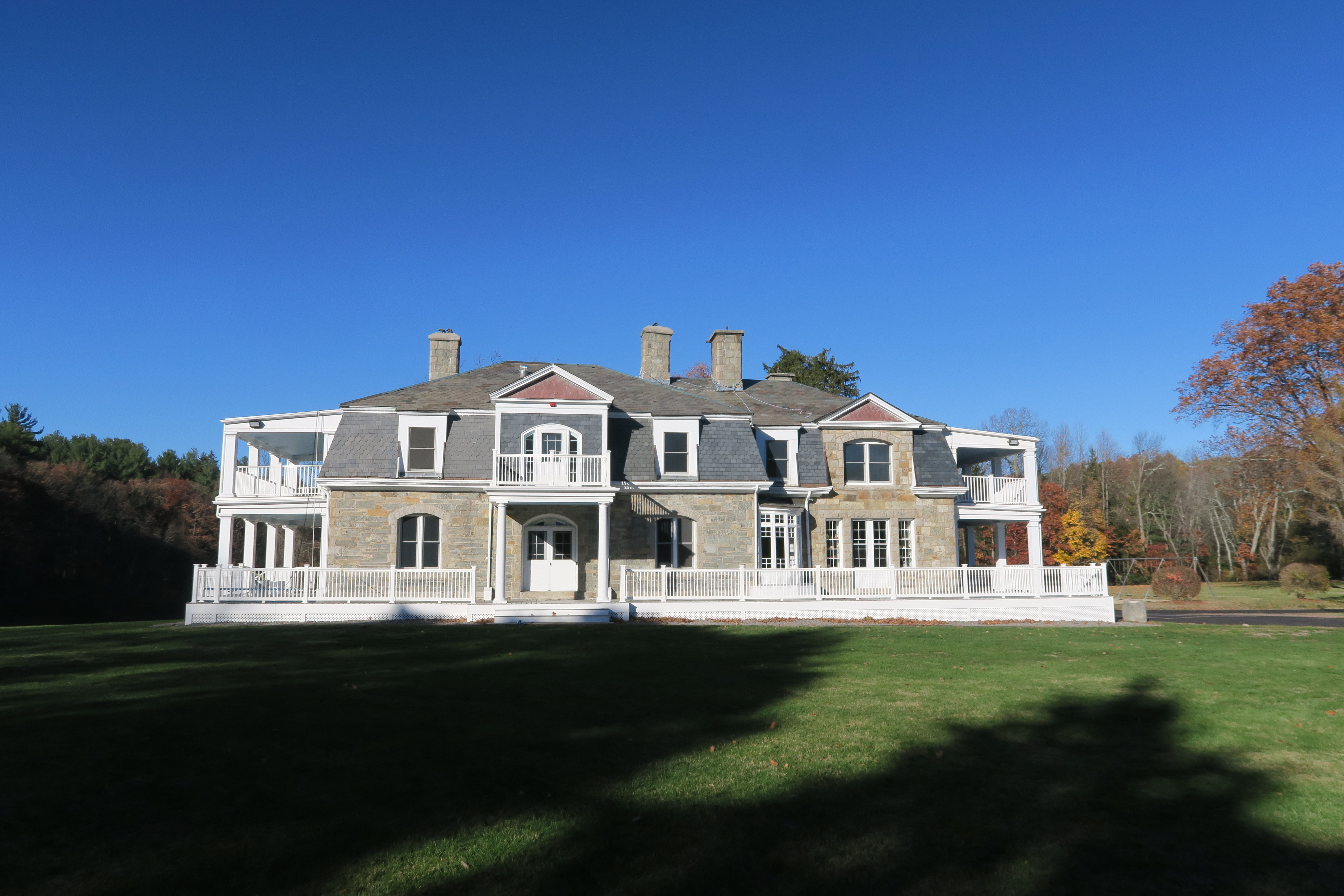
Sudbury Valley School in Framingham (USA)

Sudbury-Schulen sind Demokratische Schulen, die nach dem Sudbury-Modell arbeiten. Das Modell orientiert sich an der 1968 in Framingham (Massachusetts) gegründeten Sudbury Valley School. Derzeit existieren weltweit ca. 72 Sudbury-Schulen.
Trotz der Gemeinsamkeiten zwischen den Sudbury-Schulen und anderen Demokratischen Schulen sind die demokratische Selbstverwaltung mittels Schulversammlung, die Behandlung von Problemen durch das Justizkomitee und die Altersmischung in der jeweiligen Schule unterschiedlich. Für die Benennung als Sudbury-Schule brauchen keine genauen Vorgaben einer Vereinigung oder Organisation beachtet zu werden.

## Individuelle Freiheit
Ein zentraler Bestandteil des Modells ist, dass jeder Schüler über seine Zeit frei verfügen kann. Jeder Schüler kann selbst entscheiden, was, wann, wie und mit wem er lernt. Es gibt niemanden außer dem Schüler selbst, der einen Lehrplan vorgibt. Die Zweckmäßigkeit eines Lehrplans wird grundsätzlich in Frage gestellt, da es nach Ansicht von Sudbury-Schulen viele verschiedene Wege gibt, ein erfolgreicher Erwachsener zu werden. Die Schüler sind frei, Tag für Tag ihre Entwicklung zu bestimmen. Es gibt keine Bewertung dieser individuellen Entscheidungen seitens der Mitarbeiter. Die Schule führt weder Leistungsbewertungen durch, noch dokumentiert sie die Tätigkeiten der Schüler.

## Unterricht
Unterrichtskurse spielen nur eine untergeordnete Rolle. Die meiste Zeit lernen die Kinder und Jugendlichen allein oder von anderen Schülern, indem sie spielen, sich unterhalten, anderen zusehen oder lesen, also durch informelles Lernen. Unterrichtskurse kommen nur zustande, wenn Schüler dies ausdrücklich verlangen. Kurse können sowohl von Schülern als auch von Mitarbeitern geleitet werden. Wenn Schüler sich entschließen, einen Kurs zu besuchen, kann die Unterrichtsvereinbarung regelmäßige Teilnahme und sogar Hausaufgaben vorsehen.
Häufig gibt es Räume, die speziell für eine Tätigkeit eingerichtet sind. So gibt es Funktionsräume für Kunst, Musik oder eine Bibliothek. Die meisten Räume sind immer für alle Schüler frei zugänglich. Für einige Tätigkeiten müssen die Schüler nachweisen, dass sie die erforderliche Qualifikation haben, um diese sicher ausführen zu können (arbeiten mit Nähmaschine, Bohrmaschine oder Holzwerkzeug). Dies unterscheidet sich von Schule zu Schule.

## Altersmischung
An Sudbury-Schulen lernen normalerweise Kinder und Jugendliche im Alter von 4 bis etwa 19 Jahren. Die Schüler werden nicht nach ihrem Alter getrennt. So kann auch die Schulversammlung von einem jüngeren Kind geleitet werden. Unterricht ist organisiert nach den Interessen und Fähigkeiten und nicht nach Altersklassen. Daniel Greenberg, der Gründer der Sudbury Valley School bezeichnete die Aufhebung der Alterstrennung als „Geheimwaffe“ der Sudbury-Schulen. Demnach lebe in vielen Unternehmen die Produktivität von der Altersmischung der Beschäftigten, nur in der staatlichen Schule sei dieses Prinzip vergessen worden. Durch die fehlende Altersmischung sind die Kinder demnach zwar homogen unterrichtbar, können sich gegenseitig aber nicht helfen, da sie aufgrund des gleichen Alters auch gleichermaßen hilflos sind. So entstehen diverse Frustration bringende Situationen. Dagegen können die Schüler in den Sudbury-Schulen voneinander profitieren: Die Jüngeren vom Erfahrungsschatz der Älteren und die Älteren von den Fragen der Jüngeren, die sie zum Nachdenken anregen und ihre Kommunikationsfähigkeit stärken.

## Lernen durch Lehren
Da die Schülergruppen ohne Berücksichtigung des Alters gebildet werden, erfolgen die lernbezogenen Interaktionen über die Altersgrenzen hinaus. Ein wichtiger Effekt dieses Verfahrens ist, dass ein Großteil der Lehraktivitäten von Schülern übernommen wird. Hier ein Kommentar bezüglich des Lernen-durch-Lehren-Effektes in den Sudbury-Schulen:

„Kinder lernen gerne von anderen Kindern. Vor allem, es fällt ihnen oft leichter. Der unterrichtende Schüler ist näher an den Schwierigkeiten als ein Erwachsener, denn er ist denselben Problemen begegnet. Die Erklärungen sind oft einfacher, besser. Es wird weniger Druck ausgeübt, es wird weniger bewertet. Und die Motivation ist hoch, schnell und gut zu lernen, um Schritt zu halten mit dem lehrenden Schüler.

Kinder lehren gerne. Es gibt ihnen das Gefühl, dass sie wertvoll sind und sich selbst verwirklichen können. Noch wichtiger ist, dass es ihnen hilft, den Stoff besser zu beherrschen, wenn sie ihn lehren; sie müssen ihn ordnen, ihn straffen. Sie setzen sich mit dem Stoff auseinander bis es absolut klar ist in ihrem eigenen Kopf, damit es klar genug ist, um ihn den anderen zu vermitteln.“

## Freiheit von Zeitdruck
Die Schüler haben eine flexible Ankomm- und Gehzeit. In den deutschen Sudbury-Schulen müssen sie in der Regel bis 10 Uhr in der Schule sein und dort mindestens 5 Stunden verbringen. Ansonsten herrscht zeitliche Freiheit. Es können Verabredungen zum Lernen getroffen werden, die dann auch verbindlich sind. Ansonsten geschieht alles spontan. Der 45-Minuten-Takt der Regelschule wird als schädlich für die kindliche Entwicklung angesehen. Nur im freien Umgang mit der Zeit können Kinder demnach lernen, wie man seine Zeit sinnvoll nutzt. Das heißt dem Konzept entsprechend nicht, in möglichst geringen Zeiträumen viel Wissen zu vermitteln, wie es in der Regelschule der Fall ist. Auch Tätigkeiten, die dort als „Zeitverschwendung“ angesehen werden, haben in den Sudbury-Schulen jederzeit ihre Berechtigung.

## Schulversammlung
Jede Sudbury-Schule hält eine wöchentliche Schulversammlung ab. Es gibt einen gewählten Vorsitzenden, der die Versammlung leitet.
Alle Aspekte der Verwaltung werden durch die Schulversammlung bestimmt. Die Agenda kann z. B. das Beschließen von Gesetzen (Schulregeln), die Verteilung von Finanzmitteln innerhalb des Budgets, die Anstellung oder auch die Entlassung von Mitarbeitern umfassen. Die (anwesenden) Schüler und Mitarbeiter haben jeder eine gleiche Stimme. In einigen Schulen zählt die Stimme des Vorsitzenden nur bei Stimmengleichheit. Die meisten Entscheidungen werden mit Mehrheit gefällt.
Verschiedene Aufgaben können an andere Personen oder Gruppen delegiert werden. Es können z. B. bestimmte Verantwortliche gewählt werden oder Arbeitsgemeinschaften für spezielle Aktivitäten (Komitees) durch die Schulversammlung gebildet werden.

## Schulregeln
Die meisten Sudbury-Schulen haben ein Gesetzbuch, das typischerweise Regeln über Sicherheit, persönliches Verhalten, Nutzungsmodalitäten von Räumen und bestimmten Ausstattungsgegenständen sowie Regeln über die Schulverwaltung beinhaltet.

## Justizkomitee
In den meisten Schulen nach diesem Modell gibt es ein Justizkomitee, das sich mit Beschwerden über Verstöße gegen Schulregeln befasst. Dieses Komitee besteht normalerweise aus von der Schulversammlung gewählten Zuständigen für die Verwaltungsaufgaben und aus per Los bestimmten oder von der Schulversammlung gewählten Schülern unterschiedlichen Alters sowie einem Mitarbeiter. In kleineren Schulen können die Aufgaben des Justizkomitees auch von der Schulversammlung übernommen werden.
Das Justizkomitee arbeitet nach rechtsstaatlichen Grundsätzen. Das beinhaltet insbesondere die Unschuldsvermutung. Behandelt werden nur schriftliche Beschwerden, die sich auf bestehende Schulregeln beziehen. Die Prozedur für die Behandlung einer Beschwerde besteht – in Anlehnung an die Prozessregeln im Strafprozess – aus mehreren voneinander getrennten Schritten: Beschwerde/Anzeige, Ermittlung, Anklage, Prozess, Urteil, ggf. Berufung.

## Absolventen
Die Sudbury Valley School hat drei große und mehrere kleine Studien über ihre Absolventen in den letzten fast vierzig Jahren veröffentlicht. Danach gehen etwa 80 % der früheren Schüler auf eine Universität oder ein College, davon werden 90 % am College ihrer Wahl aufgenommen. Die überragende Mehrheit der Sudbury-Valley-Absolventen arbeitet in ihrem Wunschberuf. Etwa 45 % waren zumindest zeitweilig unternehmerisch selbstständig.
Die Circle School in Harrisburg hat ebenfalls eine Studie über ihre Absolventen veröffentlicht. 82 % der Absolventen, die 4 oder mehr Jahre an der Schule verbracht haben, gehen danach auf ein College oder eine Universität. Zwar steigt die Wahrscheinlichkeit eines College-Aufenthalts mit dem Wohlstand des Elternhauses auch in der Circle School, jedoch ist sie in allen Einkommensgruppen signifikant über dem Landesdurchschnitt der USA.

## Weltweite Verbreitung
In der Anfangszeit glaubten die Schüler und Mitarbeiter an Sudbury Valley, dass die Schule sehr schnell Hunderte von Nachahmern finden würde. Doch erst seit den 90er Jahren und durch die Gründung der International Democratic Education Conference 1993 haben sich Schulen gegründet, die sich explizit auf die Sudbury Valley School beziehen. In einigen Fällen haben sich auch bestehende Alternativschulen wie The Circle School in Sudbury-Schulen umgewandelt. Inzwischen gibt es in etwa 35 Sudbury-Schulen in verschiedenen Ländern.
Die Sudbury Valley School hat zahlreiche Bücher und andere Materialien über ihr Schulmodell veröffentlicht und für Gründungsgruppen ein „Starter Kit“ zusammengestellt.
Seitdem 1998 die Næstved Fri Skole in Dänemark gegründet wurde, haben sich Sudbury-Schulen auch in Europa verbreitet. Die europäischen Sudbury-Schulen sind in der Regel Mitglieder in der EUDEC.
Die erste Sudbury-Schule in Deutschland wurde im April 2004 in Überlingen eröffnet, die zweite im August 2005 in Leipzig; eine dauerhafte Genehmigung wurde jedoch beiden Schulen verwehrt. Weitere Gründungsgruppen entstanden in Berlin, Lüneburg, Hamburg, München, Nürnberg, Bonn, Oldenburg, Dresden und Düsseldorf. In Hamburg wurde zum Schuljahr 2007/08 die Neue Schule Hamburg durch die Popsängerin Nena eröffnet.
Auch die 2007 in Berlin-Pankow gegründete Ting-Schule und die 2010 gegründete Demokratische Schule X (Berlin-Heiligensee) beziehen sich auf das Sudbury-Schulmodell. Im September 2014 eröffnete die Sudbury-Schule Ammersee im bayerischen Ludenhausen.
Während es an der Sudbury Valley School etwa 200 Schüler gibt, haben die anderen Sudbury-Schulen deutlich weniger Schüler, oftmals nur zwischen 15 und 30, teilweise noch weniger. Auf mehr als 50 Schüler kommen die Fairhaven School (USA), die Clearwater School (USA), die Hudson Valley Sudbury School (USA), die Kanaf School (Israel) und die Jerusalem Sudbury School (Israel).

## Kritik
Neben einer generellen Kritik am Lern- und Erziehungskonzept steht bei der Diskussion um Sudbury-Schulen meist die Frage der staatlichen Genehmigung im Vordergrund. So betonte 2004 die Sprecherin des Oberschulamtes in Tübingen, dass Privatschulen vergleichbare Leistungen wie staatliche Schulen anbieten müssten, was „bei Sudbury-Schulen erkennbar nicht der Fall“ sei. Allerdings wurde bislang kein Antrag auf Genehmigung abgelehnt. So wurde die Neue Schule Hamburg genehmigt, in Berlin die Ting-Schule, in Bayern die Sudbury-Schule Ammersee, die Ende des Schuljahres 2016/17 durch die Schulbehörde Bayern nach zweijährigem, staatlich gefördertem Betrieb wieder geschlossen wurde. In Überlingen und Leipzig wurden entsprechende Anträge nicht gestellt.

## Forschungsergebnisse
Studien über Absolventen von Sudbury Valley School und The Circle School kommen zu dem Ergebnis, dass ein Schüler einer Demokratischen Schule tendenziell aus einem mittelständischen, akademischen Familienumfeld kommt, wobei seine Eltern ihn entweder am Anfang seiner Schullaufbahn zur Demokratischen Schule schickten und sehr wahrscheinlich vom Schulkonzept überzeugt sind oder die Demokratische Schule als einen (manchmal den letzten) Ort sehen, um mit den (Schul-)Problemen der vorherigen Schule(n) fertig zu werden.
Drei Untersuchungen an der Sudbury Valley School ergaben, dass ehemalige Schüler einen positiven Zusammenhang zwischen der Demokratischen Schule und der Entwicklung eines hohen Selbstbewusstseins, der Fähigkeit Probleme zu überwinden und der Entwicklung eines positiven Verhältnis zum Lernen sehen. Dieser Zusammenhang war signifikant.
Gray und Chanoff kommen in ihrer Untersuchung zu Sudbury-Absolventen zu dem Ergebnis, dass die Absolventen bei sich selbst kein Problem im Umgang mit Autoritäten sehen und sich diesbezüglich besser als ihr Umfeld einschätzen.
Rückblickend betrachtet sind die Alumni einer Befragung von 1985 (85 % aller Alumni wurden befragt) sehr froh (81 %) oder froh (16 %), nach Sudbury Valley gegangen zu sein. Kein befragter Absolvent war unzufrieden.
Auf die Frage „Sind Sie zufrieden mit Ihrem Leben?“ antworteten Sudbury-Absolventen in der Studie „Pursuit of Happiness“ zu 15 % mit Nein (wobei die Mehrheit eine Veränderung zum Positiven erwartete), 25 % waren zufrieden und 60 % waren sehr zufrieden.
Auf die offene Frage in Pursuit of Happiness „Was macht Sie in Ihrem Beruf zufrieden?“ gaben 55 % an, anderen helfen zu können, was damit die mit Abstand meistgenannte Antwortkategorie war. 29 % sahen einen spirituellen oder ethischen Sinn in ihrem Beruf. Ebenso viele gaben Aktivismus sowie finanzielle Gründe an (jeweils genau 14 %).
Wenngleich das Familieneinkommen innerhalb der Gruppe der Circle-School-Absolventen positiv mit der Wahrscheinlichkeit eines Collegeaufenthalts des Absolventen korreliert, so ist die Wahrscheinlichkeit für ein Studium dennoch in jeder Einkommensgruppe für Absolventen der Circle School signifikant höher als im landesweiten Durchschnitt. Das ergab eine Befragung, die von der Circle School selbst durchgeführt wurde. Der Prozentsatz der Absolventen, die ein College oder eine Universität besuchten oder besucht hatten, variierte von 58 % im Jahr 1985 in Sudbury Valley bis zu 84 % für Schüler, die mindestens 4 Jahre an der Circle School verbracht hatten.
Alle Studierenden der Sudbury Valley School, die 1985 befragt wurden, fühlten sich im Hinblick auf ihre Einstellung zum Studium im Vergleich zu ihren Kommilitonen im Vorteil. Von diesen hatte laut Eigenaussage kein einziger Probleme mit der formalen Struktur. 82 % der Studierenden gaben an, dass ihnen Sudbury Valley in Bezug auf die Hochschule geholfen hat. Die beiden am häufigsten genannten Gründe dafür sind „unkomplizierter Umgang mit Autoritäten“ und die Meinung, dass Sudbury Valley in Hinblick auf selbstorganisiertes Lernen der Universität näherstünde als Regelschulen.

## Bekannte Absolventen
Sudbury Valley School
- Laura Poitras (* 1964), Dokumentarfilmerin, Oscar-Preisträgerin, Vertrauensperson von Edward Snowden